# 5 Centimeters per Second
5 Centimeters per Second, auch 5cm per second (jap. 秒速5センチメートル, Byōsoku 5 Senchimētoru, wörtlich: „fünf Zentimeter pro Sekunde“) ist ein Anime von Makoto Shinkai mit dem Untertitel a chain of short stories about their distance (etwa eine Reihe von Kurzgeschichten über ihre Entfernung voneinander).
Der Film wurde am 22. Januar 2007 fertiggestellt und hatte am 3. März 2007 in voller Länge Premiere am Cinema Rise in Shibuya in Tokio. In voller Länge deshalb, weil das Werk sich aus drei einzelnen Kurzfilmen zusammensetzt, die Gesamtspielzeit beträgt etwa eine Stunde. Wie bereits bei Shinkais vorhergegangenen Werken komponierte Tenmon die Musik zum Film.

## Hintergrund
Shinkai erklärte, dass 5 Centimeters per Second im Gegensatz zu seinen vorhergegangenen Projekten keine Fantasy- oder Science-Fiction-Elemente enthalten sollte. Stattdessen zeigt der Film die echte Welt aus einer anderen Perspektive. Makotos Film wirft einen Blick auf die realen Probleme vieler Menschen: Zeit, Raum, Leute und Liebe.
Der Titel Byōsoku 5 Senchimētoru (fünf Zentimeter pro Sekunde) ist an Kirschblütenblätter angelehnt: Diese fallen, wie Akari im Film bemerkt, mit etwa fünf Zentimetern in der Sekunde zu Boden.
Von 2010 bis 2011 erschien im Magazin Afternoon bei Kodansha eine Mangafassung des Films, gezeichnet von Yukiko Seike. Die Kapitel wurden in zwei Bände zusammengefasst und erscheinen im Oktober und Dezember 2021 bei Egmont Manga in einer Übersetzung von Antje Bockel auf Deutsch. Darüber hinaus erschienen Übersetzungen ins Englische, Spanische, Italienische, Polnische, Portugiesische und Chinesische.

## Handlung
Die Handlung beginnt im Japan der 1990er Jahre. Jeder der drei Kurzfilme dreht sich um einen Jungen namens Takaki Tōno.

### Erster Film:Ōkashō
Ōkashō (桜花抄, dt. „Kirschblütenextrakt“). Nach dem Abschluss der Grundschule verlieren sich Takaki Tōno und seine beste Freundin Akari Shinohara aus den Augen. Akari zieht mit den Eltern dem Arbeitsplatz hinterher in die Präfektur Tochigi um, während auf Takaki die Mittelschule in Tokio wartet. Trotzdem versuchen sie, wenigstens eine Brieffreundschaft aufrechtzuerhalten. Neben besonderen Gefühlen der beiden füreinander wird es jedoch schon bald nur noch die Zeit sein, die fortbesteht.
Als Takaki erfährt, dass seine Familie nach Kagoshima umziehen will, verabredet er sich zu einem letzten Treffen mit Akari, da sie nach seinem Umzug gar zu weit voneinander entfernt wohnen werden, um sich besuchen zu können. Am Tag des Treffens aber bricht ein schwerer Schneesturm herein und setzt Takaki auf seiner Reise fest. Es würde noch Stunden dauern, bis er Iwafune erreichen könnte, den Ort an dem sie sich zu treffen versprochen hatten.
Mit einer Verspätung von vielen Stunden trifft er völlig enttäuscht auf dem Bahnhof ein, ist dann aber mehr als überrascht, dass Akari noch immer im Warteraum ausharrt. Zu Tränen gerührt treffen beide aufeinander. Als der Bahnhof schließt, gehen beide in Richtung von Akaris Haus, wo sie sich unter einem Kirschbaum das erste Mal küssen. In der verschneiten Nacht beschließen beide, in einem kleinen Schuppen zu übernachten.
Am nächsten Morgen verabschieden sich die beiden voneinander, und Takaki fährt mit dem Zug nach Hause. Akari hält einen Brief, den sie für Takaki schrieb, in den Händen, da sie sich nicht getraut hat, ihm den Brief zu überreichen. Zum Treffen wollte Takaki ihr ebenfalls einen Brief geben, den er aber auf dem Weg zu ihr verloren hatte.

### Zweiter Film:Cosmonaut
Im zweiten Film Cosmonaut (コスモナウト, Kosumonauto) besucht Takaki nun im dritten Jahr die Oberschule in Tanegashima. Dort befindet sich unter anderem auch das Tanegashima Space Center. Eine Klassenkameradin Takakis, Kanae Sumida, aus deren Perspektive diese zweite Episode erzählt wird, zeigt zwar Gefühle für Takaki, traut sich aber nicht, ihm ihre Liebe zu gestehen. Später beobachtet sie Takaki, wie er andauernd in die Ferne starrt, als ob er etwas sucht, das weit entfernt scheint. Ihre Liebe zu Takaki bleibt ebenso unausgesprochen und unerfüllt wie seine zu Akari.

### Dritter Film:Byōsoku 5 Centimeter
Im Jahr 2008 haben sich Takaki und Akari schließlich vollends auseinandergelebt, jeder hat seinen eigenen Weg eingeschlagen. Takaki arbeitet als Computer-Programmierer in Tokio und Akari bereitet sich auf ihre Hochzeit vor. Takakis eigene Beziehung zerbrach nach drei Jahren. Obgleich seine Ex-Freundin Risa Mizuno ihm gesteht, dass sie ihn immer noch liebt, spürte sie, dass sie Takakis Herz nicht wirklich für sich gewinnen konnte.
Eines Tages bemerkt Takaki an einem Bahnübergang das Gesicht einer vertraut wirkenden jungen Frau. Als er sich reichlich verwirrt erneut umdreht, um noch einen Blick zu erhaschen, trennt ein vorüberfahrender Zug den flüchtigen Kontakt. Als der Zug weg ist, ist nur noch ein leerer Bahnübergang zu sehen. Takaki wendet sich mit einem Lächeln ab und geht weiter.

## Hauptcharaktere
Takaki Tōno (遠野 貴樹, Tōno Takaki)
Sprecher: Kenji Mizuhashi (Japanisch), Jan Makino (Deutsch)
Takaki ist der Protagonist des Films. Ähnlich wie Akari muss auch er oft mit seinen Eltern umziehen, damit diese den häufig wechselnden Arbeitsplätzen folgen können. Er und Akari wurden gute Freunde, die Freundschaft aber zerbricht langsam, als Akari erneut umzieht. Am Ende besuchen beide unterschiedliche Mittelschulen. Anfangs führen sie zumindest eine Brieffreundschaft weiter. Dann jedoch muss Takaki nach Tanegashima umziehen und man verabredet sich zu einem – vielleicht einem letzten – Treffen. Während seiner Zeit auf der Schule war er Mitglied des Kyūdō-Vereins.
Akari Shinohara (篠原 明里, Shinohara Akari)
Sprecher: Yoshimi Kondō (erster Teil) und Ayaka Onoue (dritter Teil) (Japanisch), Esra Vural (Deutsch)
Takakis beste Freundin auf der Grundschule. Sie will auf dieselbe Mittelschule wie Takaki gehen, muss aber nach dem Abschluss der Grundschule mit ihren Eltern nach Tochigi umziehen. Eine Zeit lang hielt sie mit Takaki eine Brieffreundschaft aufrecht.
Kanae Sumita (澄田 花苗, Sumita Kanae)
Sprecher: Satomi Hanomura (Japanisch), Marie Bierstedt (Deutsch)
Eine Klassenkameradin von Takaki auf der Oberschule. Sie ist verliebt in Takaki, traut sich aber nicht, es ihm zu gestehen. Kanae surft gerne und fährt mit dem Moped zur Schule. Sie ist sich noch nicht sicher darüber, was sie nach der Schule einmal anfangen will. Ihre ältere Schwester ist Lehrerin an Kanaes Oberschule.

## DVD-Ausgabe
Die DVD wurde laut Shinkais offizieller Website am 19. Juli 2007 veröffentlicht.
Eine DVD-Version für Nordamerika sollte von ADV Films im Dezember 2007 veröffentlicht werden, verschob sich dann aber auf März 2008. Am 22. Februar 2011 veröffentlichte Crunchyroll eine neu synchronisierte DVD-Fassung, die von Bandai Entertainment vertrieben wird.
Der Film erschien in Deutschland am 25. Juni 2010 beim Anime-Label Kazé auf einer Einzel-DVD, sowie in einer Gesamtausgabe mit dem Film Voices of a Distant Star, ebenfalls von Shinkai.

## Titellied
Das Titellied One more time, one more chance wurde geschrieben und interpretiert von Masayoshi Yamazaki.
Dieser Titel war ebenfalls Titelsong für Moon and Cabbage, einem japanischen Film von 1996. Shinkai wählte solch einen berühmten Titel aus, weil er damit Vorstellungen von alltäglichen Begebenheiten erwecken wollte. Es erschien ihm daher sinnvoll, ein Lied zu verwenden, das jeder kennt („everyone knows about“), und der seinem Film dadurch zusätzlich Realismus verschaffen sollte.

## Kritik
„Keine Geschichte mit Mechas, keine Geschichte über Paralleluniversen. Makoto Shinkai […] bleibt in seinem dritten Anime der Realität verhaftet, um erneut von seinen Lieblingsthemen zu erzählen: von unerfüllter Liebe, von Sehnsucht und kurzen Momenten des Glücks. In drei Kurzfilmen beobachtet er seinen Protagonisten Takaki und wie dieser sich über die Jahre hinweg verändert, vom Teenager zum Erwachsenen. […] Wie in allen Shinkai-Filmen steht dabei kein üblicher Spannungsbogen im Mittelpunkt. Vielmehr folgen die Erzählungen assoziativen Bildern, die durch ihren Detailreichtum und ihre ungewöhnlichen Perspektiven bestechen und somit eine neue Raumerfahrung ermöglichen, während die inhaltlichen Auslassungen, die Zeitsprünge und offenen Enden zum Nachdenken anregen. Makoto Shinkais Bilder- und Klangwelten faszinieren aufs Äußerste.“

## Auszeichnungen
5 Centimeters Per Second wurde am 20. Januar 2008 beim Future Film Festival in Bologna als bester Film in Spielfilmlänge mit dem Lancia Platinum Grand Prize ausgezeichnet.